# Вольфсталь, Мауриций
Мауриций Вольфсталь (пол. Maurycy Wolfsthal; 22 сентября 1856, Тысменица, ныне Ивано-Франковская область Украины — 2 декабря 1937, Львов) — польский скрипач и музыкальный педагог.

## Биография
Сын синагогального кантора из Тысменицы Майера Лейба Вольфталя, представитель семьи, давшей целый ряд музыкантов; как и многие другие члены семьи, изменил фамилию, добавив в неё букву «с» (что придало ей менее еврейский вид), и перешёл из иудаизма в католичество.
В 1873—1875 гг. учился в Венской консерватории у Якоба Грюна и Йозефа Хельмесбергера-старшего, затем совершенствовал своё мастерство под руководством Якоба Донта.
Концертировал как солист, первоначально в пределах Галиции, а с начала 1890-х гг. также в Вене, Берлине, Варшаве. С 1889 г. был одним из концертмейстеров Львовской оперы. Выступал как примариус струнного квартета и во главе фортепианного квинтета (с участием Генрика Мельцер-Щавиньского).
С 1882 г. и до конца жизни преподавал во Львовской консерватории. В общей сложности воспитал около 70 заметных исполнителей; среди его учеников Бронислав Гимпель, Макс Левингер и Адам Солтыс.

## Семья
Дети — дирижёр Бронислав Вольфсталь (1883—1944) и музыкальный педагог, скрипачка Эмма Вольфсталь (1893—1980).
Племянник — скрипач Йозеф Вольфсталь (1899—1931).